# Fredrik Önnevall
Fredrik Önnevall, född 1 november 1973 i Dalby, är en svensk journalist och programledare. 
Önnevall talar kinesiska och var SVT:s första korrespondent i Peking (2005–2008). Han var också en av kommentatorerna vid invigningen av OS i Peking 2008. Önnevall har varit programledare för Kinas mat (2010 och 2012), och Fosterland (2015). Han har också arbetat som reporter och redaktör vid Sydnytt sedan slutet på 1990-talet, och har gjort resereportage för Packat & Klart. 
Önnevall använder även namnet Ōu Fēngruì (pinyin, kinesiska 欧丰瑞) på kinesiska.

## Biografi
Önnevall gick journalistutbildningen vid Södra Vätterbygdens folkhögskola och har arbetat vid Sydnytt som reporter och redaktör sedan 1990-talets slut. Mellan 2005 och 2008 var han SVT:s första korrespondent i Peking. Tidigare har han studerat och arbetat i Kina och han talar grundläggande kinesiska. Han har också gjort resereportage för Packat & Klart. 2008 kommenterade han invigningen av OS i Peking tillsammans med Jacob Hård.  
Önnevall mottog tillsammans med Göran Malmqvist SVT:s Club 100-priset för sina insatser i Kina. 
Han har också varit programledare för serien Kinas mat, där man fick följa med Önnevall och fotografen Per-Anders Rudelius runt i olika provinser och fördjupa sig i Kinas matkultur. Serien har hittills gått i två säsonger på SVT, 2010 respektive 2012, med åtta avsnitt i varje säsong. 
I början av 2015 var Önnevall programledare för serien Fosterland i SVT. I programmet möter och intervjuar han människor som kallar sig nationalister, i olika länder, och människor som känner sig som nationalisternas måltavlor. Säsong två av Fosterland började sändas den 13 januari 2016 på SVT. 
Under inspelningen av  Fosterland frågade en pojke som då befann sig i Aten på flykt från Syrien, om Önnevall och hans team kunde ta honom med sig och hjälpa honom till Sverige där han hade släktingar. Önnevall tog med sig pojken, medveten om att det kunde utgöra en illegal handling. Programdirektör Robert Olsson ansåg i efterhand att inget brott hade begåtts.
Den 9 februari 2017 dömdes Önnevall och två SVT-medarbetare av Malmö tingsrätt för människosmuggling. Domen var villkorlig och påföljden samhällstjänst. Domen överklagades, och fastställdes av hovrätten 30 oktober 2017.